# United World Colleges
Колледжи объединённого мира (англ. United World Colleges (UWC)), тж. Колледжи единого мира) — международное образовательное движение. В него входят 18 международных школ-пансионов, их преподаватели, студенты и выпускники. Декларируемая миссия – «превращать образование в силу, способную объединять людей, нации и культуры во имя мирного и стабильного будущего». Декларируемой задачей, по собственным утверждениям, служит воспитание и обучение активных граждан объединённого мира. Колледжи руководствуются принципами осознанного разнообразия: от социо-экономического статуса студентов до национально-культурного и языкового разнообразия.
Образование во всех колледжах ведется по дипломной программе Международного бакалавриата. Часть колледжей предлагают и другие программы Международного бакалавриата, а также краткосрочные программы.
Особый упор делается на работу в социальных проектах.

## Краткая история
Первый из Колледжей объединённого мира — Атлантический колледж (англ. United World College of the Atlantic), расположенный в замке Сейнт-Донатс вблизи города Ллантуит-Мейджор в долине Гламорган, Южный Уэльс, был основан в самый разгар Холодной войны известным немецким педагогом Куртом Ханом в 1962 г. В то время он уже прославился созданием одной из самых престижных европейских школ — Schule Schloss Salem, что в Залеме, Земля Баден-Вюртемберг, а также образовательной организации и ряда высококлассных и всемирно известных школ в Уэльсе и Шотландии.
Основным замыслом Хана было создать колледж для обучения мальчиков и девочек в возрасте от 16 до 20 из разных стран, которые, став лидерами, улучшили бы отношения между народами. Главными критериями отбора учащихся была личная мотивация и потенциал ученика независимо от любых социальных, экономических и культурных факторов. Для отбора молодых людей из экономически и социально незащищенных слоев населения предполагалось создать систему стипендий, что и было реализовано.
По состоянию на 2022 год в сеть Колледжей объединённого мира входят 18 международных колледжей, расположенных в 17-ти странах мира на 4 континентах, и национальные комитеты Колледжей объединённого мира, расположенные более, чем в 159 странах и территориях. За годы существования сети дипломы получили больше 60 тысяч будущих создателей объединённого мира. Ежегодно в колледжах обучается более 9 500 учеников.

### Президенты UWC
1. В 1967 первым президентом Колледжей объединённого мира стал лорд Маунтбеттен, который и ввел в оборот название движения.
2. В 1978 президентом становится Его Величество принц Уэльский[6].
3. В 1995 президентские полномочия разделили Ее Величество королева Иордании Нур и южноафриканский борец с апартеидом, правозащитник, политик и юрист, президент Южно-Африканской республики Нельсон Мандела.
4. В 1999 Мандела становится почетным президентом UWC, полномочия которого завершились в связи с его смертью в 2013. Сейчас президентом является Ее Величество королева Иордании Нур аль-Хусейн.

## Список колледжей[13]
Ниже приведены Колледжи объединённого мира в хронологической последовательности получения ими статуса школ UWC:
| Официальное название                                                        | Аббревиатура | Название на русском                                                   | Месторасположение                           | Вступление в UWC (открытие)  | Страна               | Веб-сайт                                                                   |
| --------------------------------------------------------------------------- | ------------ | --------------------------------------------------------------------- | ------------------------------------------- | ---------------------------- | -------------------- | -------------------------------------------------------------------------- |
| UWC Atlantic College                                                        |              | Атлантический колледж объединённого мира                              | Замок Сейнт-Донатс, Ллантуит-Мейджор, Уэльс | 1962                         | Великобритания       | atlanticcollege.org Архивная копия от 3 марта 2022 на Wayback Machine      |
| Pearson College UWC / Lester B. Pearson United World College of the Pacific |              | Колледж объединённого мира имени Лестера Пирсона                      | Метчосин, Виктория, Британская Колумбия     | 1974                         | Канада               | pearsoncollege.ca Архивная копия от 3 марта 2022 на Wayback Machine        |
| United World College of South East Asia                                     | UWCSEA       | Колледж объединённого мира в Юго-Восточной Азии                       | Сингапур                                    | 1975 (1971)                  | Сингапур             | uwcsea.edu.sg Архивная копия от 2 марта 2022 на Wayback Machine            |
| Waterford Kamhlaba United World College of Southern Africa                  | WKUWCSA      | Колледж объединённого мира Уотерфорд-Камхлаба в Южной Африке          | Мбабане                                     | 1981 (1963)                  | Эсватини             | waterford.sz Архивная копия от 14 марта 2022 на Wayback Machine            |
| UWC-USA / Armand Hammer United World College of the American West           |              | Колледж объединённого мира в США                                      | Монтезума, штат Нью-Мексико                 | 1982                         | США                  | uwc-usa.org Архивная копия от 15 марта 2022 на Wayback Machine             |
| UWC Adriatic / United World College of the Adriatic                         | UWCAd        | Адриатический колледж объединённого мира                              | Дуино, провинция Триест                     | 1982                         | Италия               | uwcad.it Архивная копия от 15 марта 2022 на Wayback Machine                |
| Simón Bolívar United World College of Agriculture                           |              | Сельскохозяйственный колледж объединённого мира имени Симона Боливара | Сьюдад-Боливар                              | 1987 (1986) – 2012 (закрыта) | Венесуэла            | -                                                                          |
| Li Po Chun UWC / Li Po Chun United World College of Hong Kong               | LPCUWC       | Колледж объединённого мира имени Ли По Чуна в Гонконге                | Ву-Кай-Ша, Гонконг                          | 1992                         | Китай, Гонконг       | lpcuwc.edu.hk Архивная копия от 29 апреля 2021 на Wayback Machine          |
| UWC Red Cross Nordic                                                        | UWCRCN       | Колледж объединённого мира Красного Креста и Скандинавских стран      | Флекке, Согн-ог-Фьюране                     | 1995                         | Норвегия             | uwcrcn.no Архивная копия от 2 марта 2022 на Wayback Machine                |
| UWC Mahindra College                                                        |              | Колледж объединённого мира имени Хариша и Хешуба Махиндра             | Пауд, штат Махараштра                       | 1997                         | Индия                | uwcmahindracollege.org Архивная копия от 14 марта 2022 на Wayback Machine  |
| UWC Costa Rica                                                              | UWCCR        | Колледж объединённого мира в Коста-Рике                               | Санта-Ана, провинция Сан-Хосе               | 2006 (2000)                  | Коста-Рика           | uwccostarica.org Архивная копия от 3 марта 2022 на Wayback Machine         |
| UWC Mostar / United World College in Mostar                                 |              | Колледж объединённого мира в Мостаре                                  | Мостар, Герцеговино-Неретвенский кантон     | 2006                         | Босния и Герцеговина | uwcmostar.ba Архивная копия от 1 марта 2022 на Wayback Machine             |
| UWC Maastricht                                                              | UWCM         | Колледж объединённого мира в Маастрихте                               | Маастрихт, провинция Лимбург                | 2009 (1984)                  | Нидерланды           | uwcmaastricht.nl Архивная копия от 29 января 2022 на Wayback Machine       |
| UWC Robert Bosch College                                                    | UWC RBC      | Колледж объединённого мира имени Роберта Боша                         | Фрайбург, земля Баден-Вюртемберг            | 2014                         | Германия             | uwcrobertboschcollege.de Архивная копия от 8 марта 2022 на Wayback Machine |
| UWC Dilijan / UWC Dilijan College / United World College Dilijan            | UWCD         | Колледж объединённого мира в Дилижане                                 | Дилижан, марз Тавуш                         | 2014                         | Армения              | uwcdilijan.org Архивная копия от 6 ноября 2020 на Wayback Machine          |
| UWC Changshu China                                                          | UWC CSC      | Колледж объединённого мира в Чаншу, Китай                             | Чаншу, провинция Цзянсу                     | 2015                         | Китай                | uwcchina.org Архивная копия от 1 декабря 2021 на Wayback Machine           |
| UWC Thailand                                                                | UWCT         | Колледж объединённого мира в Таиланде                                 | Пхукет, чангнват Пхукет                     | 2016 (2008)                  | Таиланд              | uwcthailand.ac.th Архивная копия от 23 сентября 2020 на Wayback Machine    |
| UWC ISAK Japan                                                              |              | Колледж объединённого мира ISAK в Японии                              | Каруидзава, префектура Нагано               | 2017 (2014)                  | Япония               | uwcisak.jp Архивная копия от 2 декабря 2020 на Wayback Machine             |
| UWC East Africa                                                             | UWCEA        | Колледж объединённого мира в Танзании                                 | Танзания, Моши и Аруша                      | 2019 (1969)                  | Танзания             | https://www.uwcea.org/                                                     |

## Национальные комитеты
Идеологию Колледжей объединённого мира доносят до учащихся более 3 000 волонтеров, которые работают в национальных комитетах (т. е. страновых представительствах) Колледжей объединённого мира в 159 странах и территориях . Основными задачами такой деятельности являются:
- выявление сторонников и содействие их поступлению в Колледжи объединённого мира;
- отбор на конкурсной основе среди желающих;
- предоставление финансовой помощи в случае ограниченных материальных возможностей претендентов;
- продвижение: организация волонтерских и образовательных мероприятий, отражающих 17 целей устойчивого развития, и распространение идей социо-экономического и этнокультурного равенства и разнообразия.

Порядка 70 % учащихся UWC, отобранных через систему национальных комитетов, получают полную или частичную стипендию, что позволяет поступить в колледж независимо от достатка, если кандидат обладает потенциалом к обучению и успешно прошел конкурсные испытания. В случаях, когда предоставляется стипендия в объёме 100 %, она полностью покрывает расходы на обучение, проживание и питание ученика.
Стипендии выделяются по принципу оценки потребности семьи.
Конкурсные программы имеют незначительные отличия в зависимости от страны расположения национального комитета, однако все кандидаты должны продемонстрировать следующие качества:
- Пытливость ума и мотивированность
- Активность
- Умение общаться
- Стойкость, ответственность и цельность личности
- Заинтересованность в UWC[17]

Заключения национальных комитетов носят рекомендательный характер. Окончательное решение о приеме соискателя принимается в конкретном колледже, которому его рекомендовали из национального комитета.

### Российский национальный комитет
Российский национальный комитет (представительство Колледжей объединённого мира в Российской Федерации) носит имя UWC Россия (англ. UWC Russia) и располагается в городе Москве. Комитет принимает заявки у учащихся школ и средних профессиональных учебных заведений в возрасте 15–17 лет (учащиеся не ранее 9 класса), которые являются гражданами России или постоянно проживают (имеют постоянную регистрацию) в РФ (беженцы, проживающие в РФ, могут также подать заявку в случае соответствия всем прочим критериям).
На сайте Архивная копия от 1 мая 2018 на Wayback Machine комитета ежегодно размещается информация относительно отбора, в том числе его основные критерии.
Первые студенты из России были отобраны в UWC в 1994 году. Поддержку первым студентам из России оказывал фонд Михаила Горбачёва. Ежегодно российский национальный комитет отбирал от 3 до 10 студентов из разных регионов РФ для обучения в колледжах сети UWC.
С 2014 года студенты, поступающие в UWC, получают поддержку от благотворительного фонда «Школы Мира» и ряда частных и корпоративных благотворителей. С 2014 года в Колледжи объединённого мира ежегодно поступают 15—20 студентов из России. Основными целями UWC в России являются представительство движения UWC в нашей стране, поддержка связей с выпускниками школ и колледжей UWC, отбор и номинирование кандидатов из России на образовательные программы UWC. UWC в России является частью международного сообщества UWC. В 2017 году комитет получил заявки из 49 регионов России.
UWC представлено во всех республиках бывшего Советского Союза, за исключением Туркменистана. В Армении в 2014 году открыт единственный на постсоветском пространстве и второй (после Мостара) в Восточной Европе колледж UWC Dilijan, где ежегодно проходят обучение около 200 студентов со всего мира.

## Цитаты[21]
«Есть три способа завоевать молодежь. Первый заключается в том, чтобы поучать их - но это крючок без наживки; второй в том, чтобы силой заставлять их быть "добровольцами" - но это от Лукавого. Только третий способ никогда не подведет - скажите им: "Нужна ваша помощь!"».
— К. Хан

«Самое замечательное в Колледжах UWC - это то, что они охватывают весь мир, переступая через границы рас, культур, достатка, религии, экономического статуса и политических воззрений; они уникальны, и понимают, какая ответственность на них возложена».
— Н. Мандела

«Каждый выпускник UWC – потенциальный архитектор мира. Те фундаментальные ценности, которые несет в себе эта система образования, становятся со временем все более и более важны для поддержания стабильности и мира, и я искренне верю, что его выпускники, своим личным вкладом сделают этот мир лучше. Идеалы КОМ - мир, толерантность, справедливость и международное взаимопонимание - в современном разрываемом конфликтами мире стали даже актуальнее, чем они были четыре десятка лет назад, когда после Второй мировой войны как "прививка" от новых международных конфликтов был основан первый Колледж "Объединенный Мир".».
— Королева Н. Аль-Хусейн